# Ivica Ivušić
Ivica Ivušić (Rijeka, 1 de febrero de 1995) es un futbolista croata que juega en la demarcación de portero para el H. N. K. Hajduk Split de la Primera Liga de Croacia.

## Selección nacional
Tras jugar en varias categorías inferiores de la selección, finalmente debutó con la selección de fútbol de Croacia el 4 de septiembre de 2021. Lo hizo en un partido de clasificación para la Copa Mundial de Fútbol de 2022 contra Eslovaquia que finalizó con un resultado de 0-1 a favor del combinado croata tras el gol de Marcelo Brozović.

### Participaciones en Copas del Mundo
| Mundial      | Sede  | Resultado     | Partidos | Goles |
| ------------ | ----- | ------------- | -------- | ----- |
| Mundial 2022 | Catar | Tercer puesto | 0        | 0     |

### Participaciones en Eurocopas
| Copa          | Sede     | Resultado    | Partidos | Goles |
| ------------- | -------- | ------------ | -------- | ----- |
| Eurocopa 2024 | Alemania | Primera fase | 0        | 0     |

## Clubes
| Club                  | País    | Año       | Partidos | Goles |
| --------------------- | ------- | --------- | -------- | ----- |
| A. C. Prato (cedido)  | Italia  | 2014-2015 | 12       | 0     |
| N. K. Istra 1961      | Croacia | 2015-2018 | 46       | 0     |
| Olympiacos F. C.      | Grecia  | 2018      | 0        | 0     |
| N. K. Osijek II       | Croacia | 2019      | 1        | 0     |
| N. K. Osijek          | Croacia | 2019-2023 | 129      | 0     |
| Pafos F. C.           | Chipre  | 2023-2025 | 111      | 0     |
| H. N. K. Hajduk Split | Croacia | 2025-     |          |       |

## Palmarés

### Títulos nacionales
| Título                     | Club        | País   | Año  |
| -------------------------- | ----------- | ------ | ---- |
| Copa de Chipre             | Pafos F. C. | Chipre | 2024 |
| Primera División de Chipre | Pafos F. C. | Chipre | 2025 |